# Curt Schreiner
Curtis John „Curt“ Schreiner (* 9. März 1967 in Albany) ist ein früherer US-amerikanischer Biathlet. Zwischen 1988 und 2000 nahm er an zusammen acht Olympischen Winterspielen und Biathlon-Weltmeisterschaften teil. 
Curt Schreiner lebt in Day und arbeitet bei der Nationalgarde. Seit 1980 betrieb er Biathlon. Sein erstes internationales Großereignis waren die Olympischen Winterspiele 1988 in Calgary. Im Einzel belegte er Platz 52, im Sprint den 50. und mit der Staffel Rang neun. Ein Jahr später trat er bei den Biathlon-Weltmeisterschaften 1989 in Feistritz an und wurde 57. im Einzel. Schon zuvor belegte er in der Saison 1988/89 in Ruhpolding als 14. eines Einzels sein bestes Weltcupergebnis. In Les Saisies startete Schreiner 1992 erneut bei den Olympischen Spielen von Albertville. Im Einzel wurde er 51., im Sprint 37. und mit der Staffel kam er auf Platz 13. Die dritten Spiele, an denen der US-Amerikaner teilnahmen, fanden 1994 in Lillehammer statt. Dort wurde Schreiner 65. des Einzels und 14. mit der Staffel. Bis 2000 nahm er an weiteren drei Weltmeisterschaften teil. Sein bestes Resultat erreichte er bei seinen letzten Welttitelkämpfen am Holmenkollen in Oslo, wo er 41. des Einzels wurde. Sein letztes internationales Rennen bestritt Schreiner im Rahmen der Biathlon-Militärweltmeisterschaften 2001 in Jericho und wurde 67. im Sprint.

## Biathlon-Weltcup-Platzierungen
Die Tabelle zeigt alle Platzierungen (je nach Austragungsjahr einschließlich Olympische Spiele und Weltmeisterschaften).
- 1.–3. Platz: Anzahl der Podiumsplatzierungen
- Top 10: Anzahl der Platzierungen unter den ersten zehn (einschließlich Podium)
- Punkteränge: Anzahl der Platzierungen innerhalb der Punkteränge (einschließlich Podium und Top 10)
- Starts: Anzahl gelaufener Rennen in der jeweiligen Disziplin

| Platzierung                 | Einzel | Sprint | Verfolgung | Massenstart | Team | Staffel | Gesamt |
| --------------------------- | ------ | ------ | ---------- | ----------- | ---- | ------- | ------ |
| 1. Platz                    |        |        |            |             |      |         |        |
| 2. Platz                    |        |        |            |             |      |         |        |
| 3. Platz                    |        |        |            |             |      |         |        |
| Top 10                      |        |        |            |             |      | 1       | 1      |
| Punkteränge                 | 2      |        |            |             | 1    | 12      | 15     |
| Starts                      | 30     | 36     | 1          |             | 1    | 13      | 81     |
| Stand: Daten nicht komplett |        |        |            |             |      |         |        |